# Vi läser
Vi Läser är en svensk specialtidskrift som utkommer med sex nummer per år. Första numret gavs ut i oktober 2008. Tidskriften vänder sig till den litteraturintresserade och ges ut av AB Tidningen Vi som är en del av Kooperativa Förbundet.
2009 fick Vi Läser Svenska designpriset. Tidskriften har även nominerats till Svenska Publishing-Priset och till Tidskriftspriset i kategorin "Årets tidskrift, populär press under 50 000 ex.”.
Tidskriften innehåller djuplodande reportage, författarporträtt och artiklar om diverse ämnen som rör litteraturområdet. De annonser som förekommer i tidningen har alla en litterär anknytning.
Chefredaktör är sedan 2011 Yukiko Duke och redaktionschef Jonas Eklöf.